# Piet Bromberg
Piet Bromberg (Den Haag, 4 maart 1917 – Wassenaar, 27 juli 2001) was een Nederlands hockeyer.
Bromberg won met het Nederlands team een bronzen medaille op de Olympische Zomerspelen in 1948. Hij speelde voor HHIJC uit Den Haag. Van 1961 tot en met 1969 was Bromberg tevens bondscoach bij de Nederlandse hockeyploeg. Hij stond aan de leiding van de selecties die deelnamen aan de Olympische Spelen van 1964 en de Olympische Spelen van 1968. Na zijn carrière in het hockey was hij directeur van een Ford-dealer.
André Boerstra · 
Henk Bouwman · 
Piet Bromberg · 
Harry Derckx · 
Han Drijver · 
Dik Esser · 
Wim van Heel · 
Roepie Kruize · 
Jenne Langhout · 
Dick Loggere · 
Ton Richter · 
Eddy Tiel ·
Coach: Huib du Pon